# 경신호 침몰 사고
경신호 침몰 사고는 1988년 2월 24일 부산 경신해운 소속의 유조선 경신호가 경상북도 영일 앞바다에서 침몰한 사건이다. 이 사고로 7명이 실종되고, 유출된 기름이 주변 해양을 오염시켰다.

## 사고 경위
사고 선박은 부산 경신해운 소속의 45,996톤급 유조선이다. 1988년 2월 24일 0시 3분, 경신호는 경상남도 울산시에서 벙커C유 2,500톤을 싣고 강원도 묵호로 가는 도중에, 경상북도 영일군 장기등대 동북 해상에서 침몰하였다.

## 사고 원인
사고 원인은 밝혀지지 않았다. 다만, 해난심판원에서는 700여톤 초과적재를 원인으로 지목했다.

## 구조 및 수색
긴급 출동한 헬기로 3명이 구조되고, 7명은 실종되었는데, 2월 27일에 5구의 시신을, 3월 11일에 한 구의 시신을 발견, 인양하였다.
경신호의 선체는 1988년 3월 2일 탐사전문업체의 조사에서 인양이 어려운 해저 95m에 침몰되어 있는 것이 확인되었다. 3월 18일, 인천의 구난 업체에서 일본업체와 계약을 맺고 7월 5일까지 기름유출 구멍봉쇄 작업을 진행하였으나, 7월 중순부터 다시 기름이 유출되기 시작하였다.
1989년 7월까지 적재한 기름의 절반에 가까운 분량이 경신호에서 유출되었다. 해경에서는 기름의 유출량이 줄어들고 있다고 주장하였다.

## 오염 피해
침몰된 유조선에서 유출된 기름이 조류를 타고 북상하여 영일군 일대의 어장과 양식장에 피해를 주었는데, 2월 29일까지의 피해액은 40억 ~ 50억원으로 추산되었다. 침몰된 선박으로부터는 하루 1,200L의 기름이 유출되는 것으로 추정되었다. 3월 3일에는 기름막이 경상북도 울진군 앞바다에까지 확산되었다.

## 후속조치
지난 2003년 해양수산부에서는 침몰선박 잔존유 수거 무인로봇를 개발한다고 발표했다. 하지만, 회수작업은 기술과 예산 등의 문제로 재검토 지시가 내려지면서 표류하고 있었다.
2011년 정부예산 253억원을 들여 네덜란드 스미트사와 계약을 맺고 6월 20일부터 회수작업을 시작했다. 7월 12일 경신호가 침몰한 지 23년만에 잔존유를 완전히 회수하였다.